# Whitewater (Manitoba)
Pour les articles homonymes, voir Whitewater.
Whitewater est une municipalité rurale du Manitoba située au sud-ouest de la province. En 2006, sa population s'établissait à 648 personnes.

## Villages
Les communautés suivantes se situe sur le territoire de la municipalité rurale:
- Minto
- Elgin

## Référence
- (en) Cet article est partiellement ou en totalité issu de l’article de Wikipédia en anglais intitulé « Rural Municipality of Whitewater » (voir la liste des auteurs).